# Francisco Castillo Fajardo

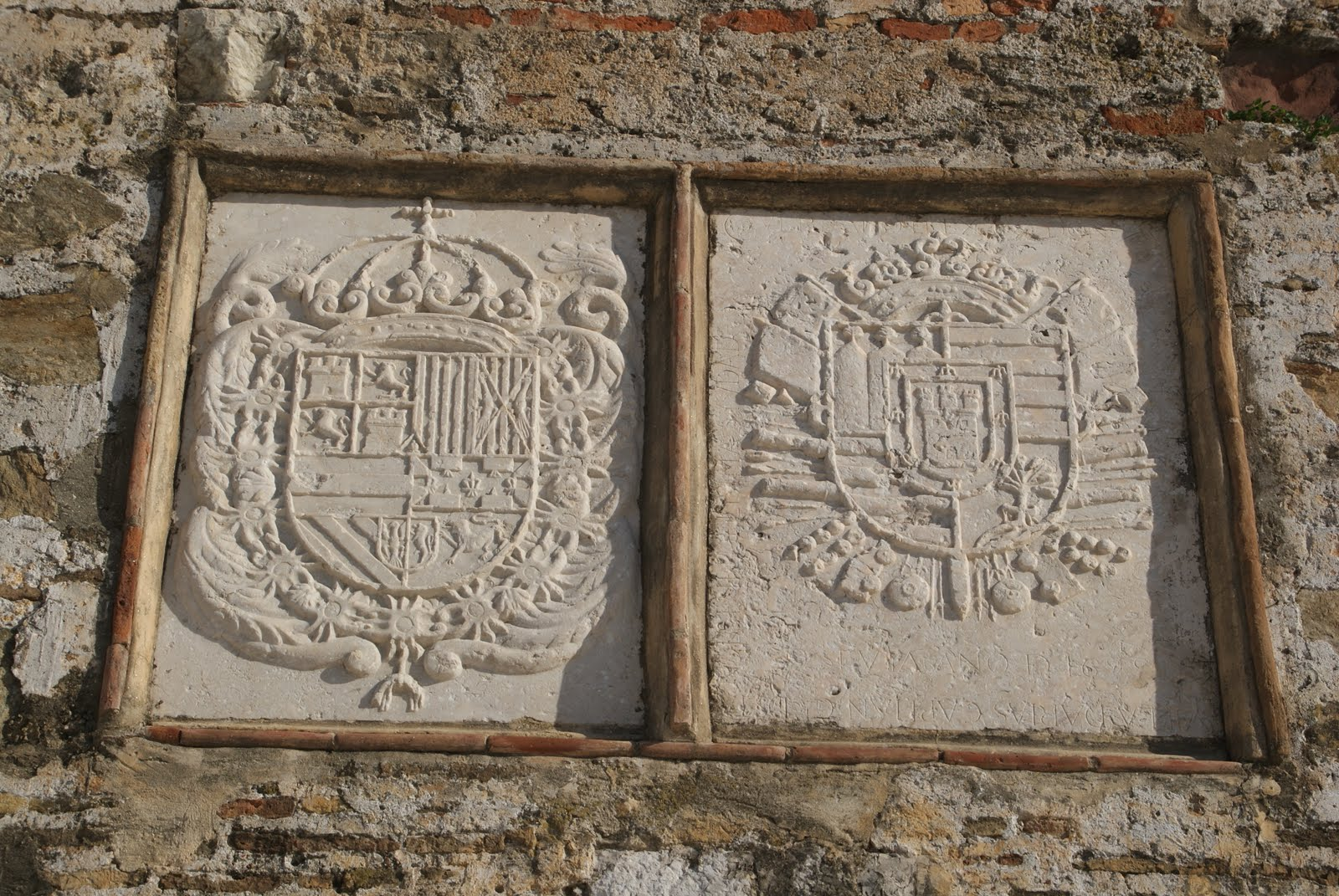
Escuts d'armes de Carles II de Castella (esq.) i Francisco Castillo Fajardo, Marquès de Villadarias (dr.), sobre un portal a les muralles reials de Ceuta. Daten de 1699, quan Francisco Castillo Fajardo era governador de Ceuta.

Francisco Arias del Castillo Fajardo y Muñoz, Marquès de Villadarias (1642-1716), va ser un militar espanyol al servei de Felip V durant la Guerra de Successió Espanyola.

## Expedient militar
El 1704 va ser Capitán General d'Andalusia quan l'exèrcit confederat -partidaris de l'Arxiduc Carles- de 14.000 homes va desembarcar a prop de Cadis el 1702 i el 1704 quan Gibraltar va ser retut per les forces del Príncep Jordi de Hessen-Darmstadt i l'Almirall Sir George Rooke.
El 1710 fou nomenat Capità General dels 'Reales Ejércitos' borbònics. Va ser rellevat del comandament després de la derrota en la batalla d'Almenar. Fou destituït fulminantment després de la derrota borbònica a la batalla d'Almenar i substituït per Alexandre Maître de Bay, Marquès de Bay.
El 1713 va ser nomenat Capità General de València, i va morir el 1716.